# Santa Susana, Kalifornien
Santa Susana är en ort i Ventura County i delstaten Kalifornien, USA.